# Good Girls
Good Girls – amerykański serial telewizyjny (komediodramat, kryminał) wyprodukowany przez Minnesota Logging Company oraz Universal Television, którego twórcą jest Jenna Bans. Serial jest emitowany od  26 lutego 2018 roku przez NBC. W Polsce serial jest emitowany na platformie Netflix.

## Fabuła
Serial opowiada o dwóch siostrach: Beth i Annie oraz ich przyjaciółce Ruby. Kobiety z powodu braku pieniędzy postanawiają wejść na kryminalną ścieżkę i obrabować supermarket spożywczy, w którym Annie pracuje jako kasjerka. W czasie napadu Annie zostaje rozpoznana przez swojego szefa, Boomera, który próbuje szantażować dziewczynę. Zysk z napadu jest dużo większy niż przewidywano, co przyciąga uwagę lokalnego przestępcy (Rio), który wciąga kobiety w kolejne przestępstwa, m.in. przemyt i pranie brudnych pieniędzy. Jednocześnie przyjaciółki muszą radzić sobie z trudnościami życia codziennego.

## Obsada

### Główna
- Christina Hendricks jako Beth Boland[3], matka czwórki dzieci w średnim wieku, niepracująca zawodowo, zajmująca się domem.
- Retta jako Ruby Hill[4], pracująca w barze szybkiej obsługi kobieta w średnim wieku, mająca dwójkę dzieci.
- Mae Whitman jako Annie Marks[5], samotna matka, mieszkająca sama, pracująca na kasie w supermarkecie spożywczym.
- Matthew Lillard jako Dean Boland[6], mąż Beth, sprzedawca nowych samochodów.
- Reno Wilson jako Stan Hill[7], mąż Ruby, pracujący jako ochroniarz a później policjant.
- Manny Montana jako Rio[8], gangster trudniący się praniem podrabianych pieniędzy.
- Lidya Jewett jako Sara Hill, córka Ruby i Stana chorująca na nerki.
- Isaiah Stannard jako Sadie Marks, córka Annie.

### Role drugoplanowe
- Zach Gilford jako  Gregg
- David Hornsby jako Boomer
- Sam Huntington jako Noah

## Odcinki
| Sezon | Odcinki | Oryginalna emisja w NBC | Oryginalna emisja w NBC |
| Sezon | Odcinki | Premiera sezonu         | Finał sezonu            |
| ----- | ------- | ----------------------- | ----------------------- |
| 1     | 10      | 26 lutego 2018          | 30 kwietnia 2018        |
| 2     | 13      | 3 marca 2019            | 26 maja 2019            |
| 3     | 11      | 16 lutego 2020          | 2020                    |

### Sezon 1 (2018)
| #  | Nr | Tytuł                   | Reżyseria          | Scenariusz                   | Premiera w NBC   |
| -- | -- | ----------------------- | ------------------ | ---------------------------- | ---------------- |
| 1  | 1  | Pilot                   | Dean Parisot       | Jenna Bans                   | 26 lutego 2018   |
| 2  | 2  | Mo Money, Mo Problems   | Dean Parisot       | Jeannine Renshaw             | 5 marca 2018     |
| 3  | 3  | Borderline              | Kenneth Fink       | Jenna Lamia                  | 12 marca 2018    |
| 4  | 4  | Atom Bomb               | Dean Parisot       | Nicole Paulhus               | 19 marca 2018    |
| 5  | 5  | Taking Care of Business | Sarah Pia Anderson | Des Moran                    | 26 marca 2018    |
| 6  | 6  | A View From the Top     | So Yong Kim        | Marc Halsey                  | 2 kwietnia 2018  |
| 7  | 7  | Special Sauce           | Sharat Raju        | Bill Krebs                   | 9 kwietnia 2018  |
| 8  | 8  | Shutdown                | Nzingha Stewart    | Mark Wilding                 | 16 kwietnia 2018 |
| 9  | 9  | Summer of the Shark     | Michael Weaver     | Bill Krebs, Jeannine Renshaw | 23 kwietnia 2018 |
| 10 | 10 | Remix                   | Sarah Pia Anderson | Jenna Bans                   | 30 kwietnia 2018 |

### Sezon 2 (2019)
| #  | Nr | Tytuł                                             | Reżyseria        | Scenariusz                    | Premiera w NBC   |
| -- | -- | ------------------------------------------------- | ---------------- | ----------------------------- | ---------------- |
| 11 | 1  | I'd Rather Be Crafting                            | Michael Weaver   | Bill Krebs                    | 3 marca 2019     |
| 12 | 2  | Slow Down, Children at Play                       | Michael Weaver   | Jeannine Renshaw              | 10 marca 2019    |
| 13 | 3  | You Have Reached The Voicemail Of Leslie Peterson | Dylan K. Massin  | Emily Halpern, Sarah Haskins  | 17 marca 2019    |
| 14 | 4  | Pick Your Poison                                  | Phil Traill      | Jenna Lamia                   | 24 marca 2019    |
| 15 | 5  | Everything Must Go                                | Michael Spiller  | Carla Banks Waddles           | 31 marca 2019    |
| 16 | 6  | Take Off Your Pants                               | Dean Parisot     | Des Moran                     | 7 kwietnia 2019  |
| 17 | 7  | The Dubby                                         | So Yong Kim      | Bill Krebs                    | 14 kwietnia 2019 |
| 18 | 8  | Thelma and Louise                                 | Michael Weaver   | Emily Halpern & Sarah Haskins | 21 kwietnia 2019 |
| 19 | 9  | One Last Time                                     | Tara Nicole Weyr | Carla Banks Waddles           | 28 kwietnia 2019 |
| 20 | 10 | This Land is Your Land                            | Lee Friedlander  | Jeannine Renshaw              | 5 maja 2019      |
| 21 | 11 | Hunting Season                                    | Ken Whittingham  | Jenna Lamia                   | 12 maja 2019     |
| 22 | 12 | Jeff                                              | Andrew McCarthy  | Mark Wilding & Jenna Lamia    | 19 maja 2019     |
| 23 | 13 | King                                              |                  |                               | 26 maja 2019     |

### Sezon 3 (2020)
| #  | Nr | Tytuł               | Reżyseria         | Scenariusz                    | Premiera w NBC   |
| -- | -- | ------------------- | ----------------- | ----------------------------- | ---------------- |
| 24 | 1  | Find Your Beach     | Michael Weaver    | Jenna Bans, Bill Krebs        | 16 lutego 2020   |
| 25 | 2  | Not Just Cards      | Phil Traill Carla | Banks Waddles                 | 23 lutego 2020   |
| 26 | 3  | Egg Roll            | Lee Friedlander   | Helen Childress               | 1 marca 2020     |
| 27 | 4  | The Eye In Survivor | Dylan K. Massin   | Greta Heinemann               | 8 marca 2020     |
| 28 | 5  | Au Jus              | Andrew McCarthy   | Chantelle M. Wells            | 15 marca 2020    |
| 29 | 6  | Frere Jacques       | Michael Weaver    | Ester Lou Weithers            | 22 marca 2020    |
| 30 | 7  | Vegas Baby          | Andrew McCarthy   | Helen Childress               | 29 marca 2020    |
| 31 | 8  | Nana                | Phil Traill       | Greta Heinemann               | 5 kwietnia 2020  |
| 32 | 9  | Incentive           | Sara Zandieh      | Chantelle M. Wells            | 19 kwietnia 2020 |
| 33 | 10 | Opportunity         | Michael Weaver    | Carla Banks Waddles           | 26 kwietnia 2020 |
| 34 | 11 | Synergy             | Dylan K. Massin   | Vanessa Mancos, Jeremy Gordon | 3 maja 2020      |

## Produkcja
9 grudnia 2015 roku, stacja NBC zamówiła pilotowy odcinek serialu od  Jenna Bans
Pod koniec stycznia 2017 roku, poinformowano, że do serialu dołączył Manny Montana. 
W kolejnym miesiącu, ogłoszono, że do obsady dołączyli: Reno Wilson jako Stan Hill, Matthew Lillard jako Dean Boland, Retta jako Ruby Hill oraz Mae Whitman jako Annie Marks.
12 maja 2017 roku, stacja NBC ogłosiła zamówienie pierwszego sezonu serialu na sezon telewizyjny 2017–2018.
Pod koniec sierpnia 2017 roku, poinformowano, że Christina Hendricks otrzymała rolę Beth Boland.
8 maja 2018 roku, stacja NBC przedłużyła serial o drugi sezon.
25 kwietnia 2019 roku, stacja NBC oficjalnie zamówiła trzeci sezon. Stacja zwiększyła liczbę odcinków trzeciego sezonu. Będzie on ich liczył, aż 16.